# Trzemna
Trzemna (pot. też Ciemna) – rzeka dorzecza Warty, długości ok. 25 km, lewy dopływ Prosny.
Trzemna ma połączenie ze strugą Ciemną, a granica zlewni według Zakładu Hydrografii i Morfologii Koryt Rzecznych IMGW znajduje się przy zachodniej części wsi Kurów, na północ od wsi Kościuszków skąd Trzemna płynie w kierunku północnym do wsi Droszew. 
Następnie przepływa przez Gałązki Wielkie, Pawłów, Czechel, Kucharki, Szkudła, Czerminek. We wsi Gołuchów został utworzony sztuczny zalew, Jezioro Gołuchowskie. Poniżej zapory rzeka przepływa pod drogą krajową nr 12 i po ok. 5 km. wpada do Prosny.